# 卡拉奇区 (伏尔加格勒州)
卡拉奇区（俄语：Калачёвский район）是俄罗斯联邦伏尔加格勒州下辖的一个区，其行政中心为顿河畔卡拉奇。据2016年统计，该区的人口为54461人。